# Maria Anna de Bourbon-Condé
Maria Anna de Bourbon-Condé (ur. 24 lutego 1678, zm. 11 kwietnia 1718) – księżniczka Condé i Enghien, księżna Étampes (tytuł ten odziedziczyła po śmierci męża) i księżna Vendôme, poprzez małżeństwo z księciem Ludwikiem Józefem.

## Życiorys
Maria Anna urodziła się w Paryżu w 1678 roku jako dziewiąte dziecko swoich rodziców i najmłodsze, które przeżyło dzieciństwo. W młodości była znana jako Mademoiselle de Montmorency - od miasta znajdującego się w posiadłościach dziadka. Jej ojciec książę de Bourbon i Pierwszy Książę Krwi był jedynym synem wielkiego dowódcy czasów Frondy i Marszałka Francji Wielkiego Kondeusza.
Księżniczka urodziła się i mieszkała w paryskim Hôtel de Condé, gdzie żyła cała jej rodzina. Młodość księżniczki była nieszczęśliwa - ojciec znęcał się nad jej matką i bił swoje dzieci, co większość z nich przypłaciła utratą zdrowia (jak to było w przypadku siostry Marii Anny, Anny Marii, która w wyniku ciągłego wysiłku psychicznego wcześnie zachorowała i zmarła). Jako najmłodsza córka, Maria Anna wyszła za mąż najpóźniej - w 1704 roku jej ojciec chciał ją wydać za Ferdynanda Karola Gonzagę, księcia Mantui i markiza Montferratu, ale z tych planów nic nie wyszło i żoną Ferdynanda Karola została Zuzanna Henrietta Lotaryńska znana jako Mademoiselle d'Elbeuf.
Z pomocą siostry Ludwiki Benedykty, księżnej du Maine i bez zgody ich matki (zarówno ojciec, jak i brat księżniczki wtedy już nie żyli), Maria Anna poślubiła swojego odległego kuzyna Ludwika Józefa, księcia Vendôme - prawnuka Henryka IV i jego kochanki Gabrielle d’Estrées. Ślub odbył się 21 maja 1710 roku w kaplicy pałacu de Sceaux należącym do Ludwiki Benedykty. Mimo że księżna wdowa Condé nie została poinformowana o ślubie córki, to była obecna podczas ceremonii odprowadzenia pary młodej do łóżka wraz z Ludwikiem, księciem Condé, jego żoną Marią Anną de Bourbon-Conti, księżną wdową Conti i jej dziećmi z małżeństwa z Ludwikiem Armandem, księciem Conti, oraz Ludwika Adelajdą, znaną również jako Mademoiselle de La Roche-sur-Yon.
Dwa dni po ślubie, książę Vendôme zostawił swoją młodą małżonkę w Sceaux i powrócił do swojego do swojego zamku w Anet. Podarował jej tytuł i posiadłości księstwa Étampes. Kiedy zmarła tytuł i ziemie odziedziczyła jej siostrzenica Ludwika Elżbieta Bourbon-Conti. Małżeństwo było bezdzietne i najprawdopodobniej nigdy nie zostało skonsumowane ponieważ książę był homoseksualistą. Ludwik Józef zmarł w 1712, a dwa lata później Maria Anna zamieszkała w należącym doń payskim Hôtel de Vendôme, gdzie zmarła w 1718, mając czterdzieści lat. Została pochowana w konwencie karmelitanek pod wezwaniem św Jakuba w Paryżu. 